# The Debt Collector
The Debt Collector és una pel·lícula d'acció i comèdia de 2018, dirigida per Jesse V. Johnson, que al seu torn la va escriure al costat de Stu Small. Musicalizada per Sean Murray, es va encarregar de la fotografia Jonathan Hall i els protagonistes van ser Scott Adkins, Louis Mandylor i Vladimir Kulich, entre d'altres. El film va ser realitzat per Tarzana Productions, Cohesive Entertainment Group (CEG) i Compound B, i es va estrenar el 6 de maig de 2018. S'ha doblat i subtitulat al català.

## Sinopsi
Un artista marcial arrenca a treballar com a recaptador de deutes de la màfia. La seva tasca aparenta ser bastant senzilla, fins que un client el porta a una realitat més intensa del que mai hagués previst.